# Patrick French

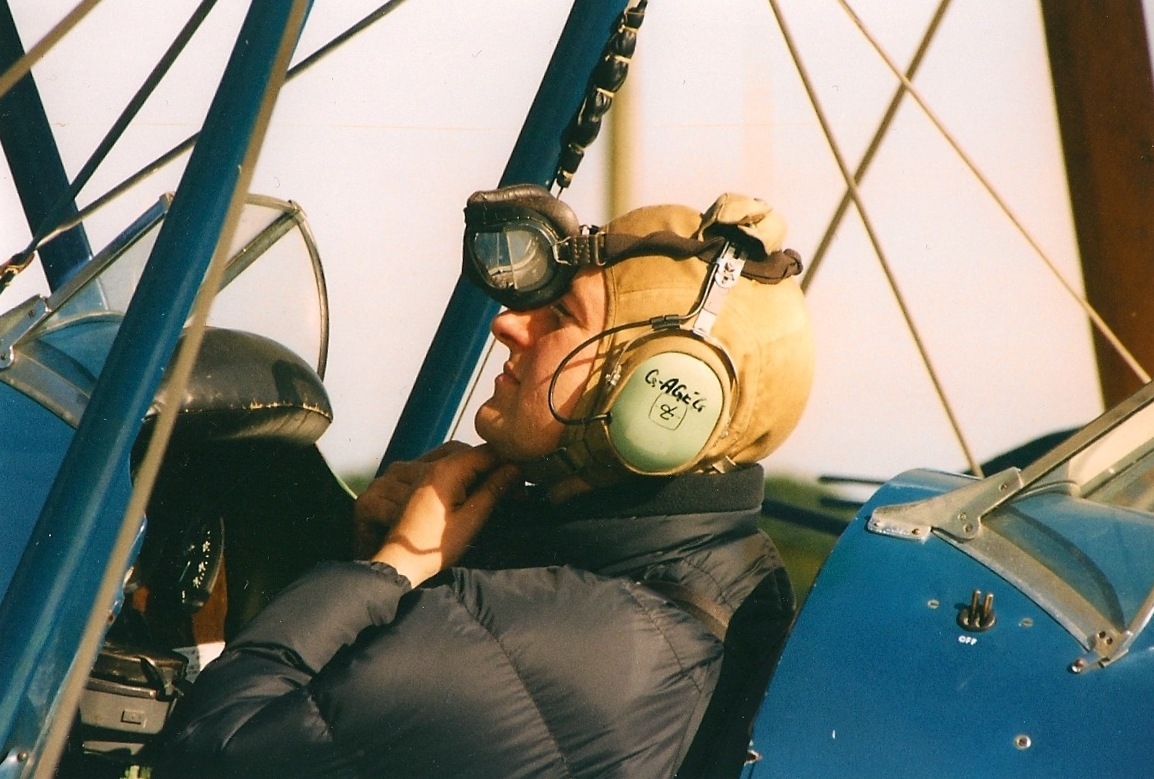
Patrick French (2010)

Patrick French OBE (* 5. März 1966 in Aldershot; † 16. März 2023 in London) war ein britischer Historiker und Literaturwissenschaftler, der für seine Biografie des Literatur-Nobelpreisträgers V. S. Naipaul sowohl mit dem National Book Critics Circle Award als auch mit dem Hawthornden-Preis ausgezeichnet wurde.

## Leben
Nach dem Schulbesuch studierte French Anglistik und Amerikanische Literatur an der University of Edinburgh und war danach als Historiker sowie Literaturwissenschaftler tätig.
1997 erschien sein Buch Liberty or Death: India’s Journey to Independence and Division, in dem er die Teilung Indiens in Indien und Pakistan aufgrund der sogenannten Radcliffe-Linie im Jahr 1947 und die vorherigen Unruhen in Kalkutta 1946 sowie die damals maßgeblich führenden Politiker wie Muhammad Ali Jinnah darstellte. 2004 veröffentlichte er mit Younghusband. The Last Great Imperial Adventurer eine Biografie des britischen Offiziers und Forschungsreisenden Francis Younghusband, der als erster Europäer den Muztagh-Pass überquerte. Nachdem 2003 Tibet, Tibet: A Personal History Of A Lost Land erschienen war, wurde er mit dem Order of the British Empire geehrt.
Für die 2009 erschienene Biografie des Literatur-Nobelpreisträgers V. S. Naipaul mit dem Titel The World Is What It Is: The Authorized Biography of V. S. Naipaul wurde er sowohl mit dem National Book Critics Circle Award als auch mit dem Hawthornden-Preis geehrt. Zuletzt wurde 2010 sein Buch India: A Portrait. An intimate biography of 1.2 bilion people veröffentlicht.